# 정건용
정건용(鄭健溶, 1947년 8월 1일~)은 대한민국의 공무원이다. 제4대 금융감독위원회 부위원장(2001. 4.~2003. 3.)을 지냈다. 서울 출생이다.

## 학력
- 1966년: 경기고등학교 졸업
- 1973년: 서울대학교 행정법학 학사
- 1994년: 서강대학교 경제정책대학원 금융경제학 석사

## 경력
- 제14회 행정고시 합격
- 1992. 2.~1993. 6. 재무부 금융정책과장
- 1993. 6.~1996. 2. 관세청 근무(부이사관)
- 1996. 2.~1996. 8. 관세청 기획관리관
- 1996. 8.~1997. 12. 국세심판소 제6심판관
- 1997. 12.~1998. 3. 재정경제원 금융총괄심의관
- 1998. 3.~1999. 1. 재정경제부 금융정책국장
- 1998. 4.~: 한국증권학회 부회장
- 1999. 1.~2000. 8. 재정경제부 ASEN준비기획단 사업추진본부장
- 2000. 8.~2001. 3. 금융감독위원회 부위원장
- 2000. 8.~2001. 3. 증권선물위원회 위원장
- 2001. 4.~2003. 4. 한국산업은행 총재
- J&A FAS 회장
- STX 고문
- 한국금융연구센터 이사장
- 나이스그룹 금융부문회장

## 수상
- 1983년: 근정포장

| 전임 이정재 | 제4대 금융감독위원회 부위원장 2001년 4월 2일~2003년 3월 17일 | 후임 유지창 |